# Povest o nastoiasxem txeloveke
Història d'un veritable home (rus: Повесть о настоящем человеке, Povest o nastoiasxem txeloveke), op. 117, és la darrera òpera de Serguei Prokófiev sobre un llibret escrit conjuntament amb la seva esposa en aquells moments Mira Mendelssohn. Està basada en la novel·la homònima de Borís Polevoi sobre la vida del pilot Aleksei Maréssiev. S'estrenà de forma privada només per als oficials soviètics el 3 de desembre de 1948 al Teatre Kírov de Leningrad, però fou censurada i retirada el mateix dia per Andrei Jdànov. Després de dotze anys, es reestrenà el 7 d'octubre de 1960 al Teatre Bolxoi de Moscou.